# Steatoda cingulata
Steatoda cingulata är en spindelart som först beskrevs av Tord Tamerlan Teodor Thorell 1890.  Steatoda cingulata ingår i släktet vaxspindlar, och familjen klotspindlar. Inga underarter finns listade i Catalogue of Life.